# Aglaoschema albicorne
Aglaoschema albicorne là một loài bọ cánh cứng trong họ Cerambycidae.